# Центрально-Крымская равнина
Центрально-Крымская равнина (укр. Центрально-Кримська рівнина, крымскотат. Merkeziy Qırım tüzlügi, Меркезий Къырым тюзлюги) — южный участок Северо-Крымской равнины.

## Описание
Простирается в виде выпуклой на север и вытянутой субширотно на 120 км полосы от берега Чёрного моря и Тахранкутской возвышенности на западе и северо-западе до Присивашской низменности на севере и северо-востоке, горбогорья Керченского полуострова на востоке и Внешней гряды Крымских гор на юге. Абсолютные высоты от 40 м на севере до 120 м на юге.
Геоструктурное основание Центрально-Крымской равнины составляют Альминская впадина и Центрально-Крымское поднятие. Верхние слои геологического разреза представлены плиоценовыми известняками-ракушками и красно-бурыми плиоценово-антропогеновыми глинами, укрытыми слоем жёлто-бурых суглинков. Поверхность преимущественно волнистая, местами почти плоская. Густота расчленения 0,3-0,6 км/км². Густота расчленения увеличивается с 20-30 м в центральной части до 40-60 м на юго-запад и юго-восток. В долинах рек Альмы, Чатырлыка, Салгира, Индола толщи галечного аллювия мощностью до 20 м перекрытые младшими мелкозернистыми аллювиально-делювиальными отложениями до 3-5 м толщиной. Современные русла в виде узких извилистых каналов стока врезаны в толщу покровных отложений и галечников на небольшую глубину, поймы слаборазвиты. 
Ландшафтная структура характеризируется ковыльно-степными распаханными местностями — равнинными, долинно-балочными, приморско-террасными, прибрежно-лиманно-озёрными. Около 70% территории распахано.  